# Nivoso

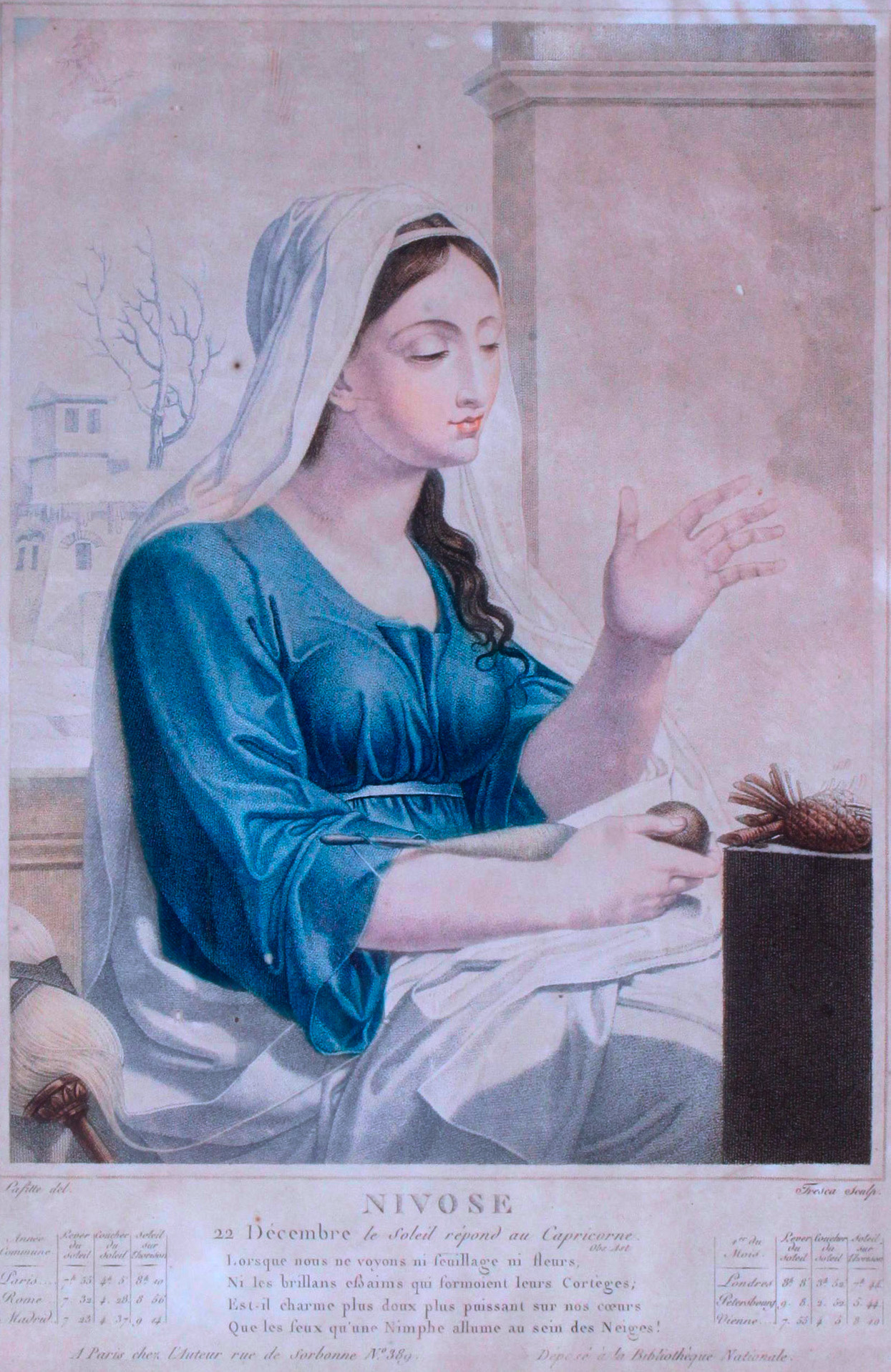
Alegoría de Nivoso, de Louis Lafitte.

Nivoso (en francés Nivôse) es el nombre del cuarto mes del calendario republicano francés, el primero de la estación invernal, que comienza el 21, 22 o el 23 de diciembre y termina el 19, 20 o 21 de enero, según el año. Coincide de forma aproximada con el paso aparente del Sol por la constelación zodiacal de Capricornio.

## Tabla de conversión
| I. | II. | III. | V. | VI. | VII. |

| Diciembre | 1792-1793 | 1793-1794 | 1794-1795 | 1796-1797 | 1797-1798 | 1798-1799 | Enero |

| I. | II. | III. | V. | VI. | VII. |

| Diciembre | 1792-1793 | 1793-1794 | 1794-1795 | 1796-1797 | 1797-1798 | 1798-1799 | Enero |

| IV. | VIII. | IX. | X. | XI. | XIII. | XIV. |

| Diciembre | 1795-1796 | 1799-1800 | 1800-1801 | 1801-1802 | 1802-1803 | 1804-1805 | 1805 | Enero |

| IV. | VIII. | IX. | X. | XI. | XIII. | XIV. |

| Diciembre | 1795-1796 | 1799-1800 | 1800-1801 | 1801-1802 | 1802-1803 | 1804-1805 | 1805 | Enero |

| XII. |

| Diciembre | 1803-1804 | Enero |

| XII. |

| Diciembre | 1803-1804 | Enero |

- Datos: Q837255